# ریفورد (فلوریدا)
ریفورد (به انگلیسی: Raiford) شهرکی در شهرستان یونیون ایالت فلوریدا است که در سال ۱۹۰۰ بنیان‌گذاری شده‌است. این شهرک طبق سرشماری سال ۲۰۱۰ میلادی، ۲۵۵ نفر جمعیت داشته و مساحت آن نیز ۱٫۴ کیلومتر مربع است.